# Vavatsiniá
Vavatsiniá (grec moderne : Βαβατσινιά) est un village chypriote situé dans le district de Larnaca et comptant plus de 81 habitants.